# Mai Shanley

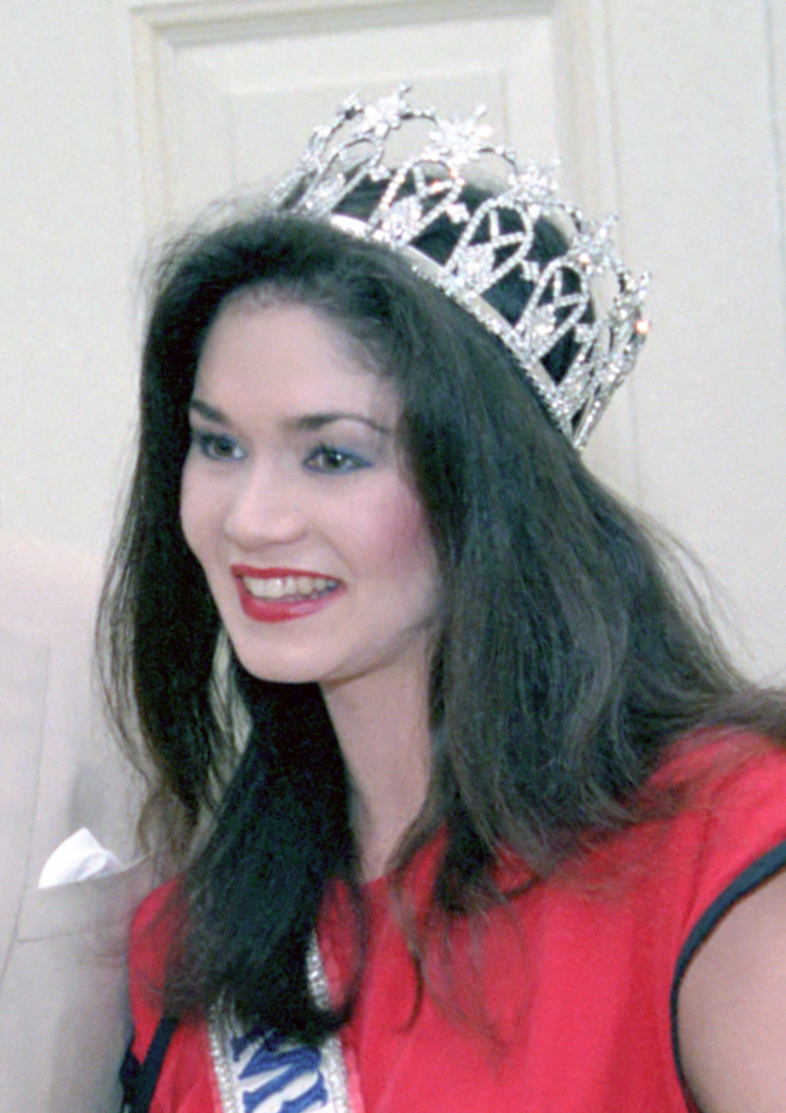

Mai Therese Shanley, född 1963 i New Mexico, är en före detta amerikansk modell och skönhetsdrottning. Hon har ställt upp i Miss New Mexico USA 1983 och 1984, och segrade det sistnämnda året. När hon var 21 år blev hon den första kvinnan av eurasisk härkomst att vinna Miss USA. Hon tävlade också i Miss Universum-tävlingen i Miami, där hon blev semifinalist. 